# Quận Hancock, Ohio
Quận Hancock là một quận thuộc tiểu bang Ohio, Hoa Kỳ. Quận lỵ của nó ở Findlay6. Dân số theo điều tra năm 2020 của Cục điều tra dân số Hoa Kỳ là 74.920 người. Quận được thành lập vào năm 1820 và sau đó được tổ chức vào năm 1828. Tên quận được đặt theo tên của John Hancock , người ký tên đầu tiên của Tuyên ngôn Độc lập.

## Lịch sử
Quận Hancock được thành lập vào ngày 21 tháng 1 năm 1828, bởi Đại hội đồng Ohio từ các phần phía nam của Quận Wood. Ban đầu chỉ bao gồm thị trấn Findlay, quận đã thêm các thị trấn Amanda và Welfare (nay là Delaware) vào cuối tháng 4 năm đó. Các thị trấn bổ sung sau đó là : Jackson vào năm 1829; Liberty và Marion vào tháng 12 năm 1830; Big Lick, Blanchard và Van Buren năm 1831; Washington, Union, và Eagle năm 1832; Cass và Portage năm 1833; Pleasant năm 1835; Orange năm 1836; Madison vào năm 1840, và cuối cùng là Allen vào năm 1850. Ban đầu quận có diện tích khoảng 62 km2, nhưng vào năm 1845, một phần Đông Nam của quận Hancock đã được chuyển sang quận Wyandot.

## Địa lý
Theo Cục điều tra dân số Hoa Kỳ, quận này có diện tích 1380 km2 , trong đó có 6 km2 (0,4%) là diện tích mặt nước.

### Các quận giáp ranh
- Quận Wood (hướng Bắc)
- Quận Seneca (hướng Đông Bắc)
- Quận Wyandot (hướng Đông Nam)
- Quận Hardin (hướng Nam)
- Quận Allen (hướng Tây Nam)
- Quận Putnam (hướng Tây)
- Quận Henry (hướng Tây Bắc)

## Thông tin nhân khẩu

### Điều tra dân số năm 2000
Theo điều tra dân số  năm 2000, có 71.295 người, 27.898 hộ gia đình và 19.138 gia đình sống trong quận. Mật độ dân số là 134 người trên một dặm vuông (52 / km 2 ). Có 29.785 đơn vị nhà ở với mật độ trung bình là 56 trên một dặm vuông (22 / km 2 ). Thành phần chủng tộc của quận là:  95,14% da trắng , 1,11% da đen hoặc người Mỹ gốc Phi , 0,18% người Mỹ bản địa , 1,22% châu Á , 0,02% cư dân Đảo Thái Bình Dương , 1,22% từ các chủng tộc khác và 1,12% từ hai hoặc nhiều chủng tộc. 3,07% dân số là người gốc Tây Ban Nha hoặc La tinh của bất kỳ chủng tộc nào.
Có 27.898 hộ gia đình, trong đó 32,60% hộ có trẻ em dưới 18 tuổi sống cùng, 56,40% là các cặp vợ chồng sống chung, 8,70% có chủ hộ là nữ không có chồng và 31,40% là những người không có gia đình. 26,00% của tất cả các hộ gia đình đã được tạo thành từ các cá nhân, và 9,80% có người sống một mình 65 tuổi trở lên có người sống một mình. Quy mô hộ trung bình là 2,49 người và quy mô gia đình trung bình là 3,01 người.
Trong quận, dân số được trải đều, với 25,70% dưới 18 tuổi, 9,70% từ 18 đến 24, 28,70% từ 25 đến 44, 22,60% từ 45 đến 64 và 13,20% là 65 tuổi hoặc lớn hơn. Tuổi trung bình là 36 tuổi. Cứ với mỗi 100 nữ là có 94,30 nam giới. Cứ mỗi 100 nữ 18 tuổi trở lên là có 91,20 nam giới.
Thu nhập trung bình cho một hộ gia đình trong quận là $ 43,856, và thu nhập trung bình cho một gia đình là $ 51,490. Nam giới có thu nhập trung bình là $ 37.139 so với $ 24.374 đối với nữ giới. Thu nhập bình quân đầu người của quận là $ 20.991. Khoảng 5,20% gia đình và 7,50% dân số dưới mức nghèo khổ, bao gồm 8,80% những người dưới 18 tuổi và 6,10% những người 65 tuổi trở lên.

### Điều tra dân số năm 2010
Theo điều tra dân số Hoa Kỳ năm 2010 , có 74.782 người, 30.197 hộ gia đình và 19.884 gia đình sống trong quận. Mật độ dân số là 140,7 người trên một dặm vuông (54,3 / km 2 ). Có 33.174 đơn vị nhà ở với mật độ trung bình là 62,4 trên một dặm vuông (24,1 / km 2 ). Thành phần chủng tộc của quận là : 93,4% da trắng, 1,7% châu Á, 1,5% da đen hoặc người Mỹ gốc Phi, 0,2% người Mỹ da đỏ, 1,4% từ các chủng tộc khác và 1,8% từ hai hoặc nhiều chủng tộc. Những người gốc Tây Ban Nha hoặc La tinh chiếm 4,5% dân số.  Về tổ tiên, 43,1% là người Đức , 11,0% là người Ailen , 10,3% là người Anh, và 6,6% là người Mỹ .
Trong số 30.197 hộ gia đình, 30,7% có trẻ em dưới 18 tuổi sống chung, 51,3% là các cặp vợ chồng sống chung, 10,0% có chủ hộ là nữ không có chồng, 34,2% là những người không có gia đình và 27,9% của tất cả các hộ được tạo thành từ các cá nhân. Quy mô hộ trung bình là 2,42 người và quy mô gia đình trung bình là 2,94 người. Độ tuổi trung bình là 38,5 tuổi.
Thu nhập trung bình cho một hộ gia đình trong quận là 49.070 đô la và thu nhập trung bình cho một gia đình là 59.600 đô la. Nam giới có thu nhập trung bình là 42.479 đô la so với 31.631 đô la đối với nữ giới. Thu nhập bình quân đầu người của quận là $ 25,158. Khoảng 8,5% gia đình và 11,4% dân số dưới mức nghèo khổ , bao gồm 15,2% những người dưới 18 tuổi và 5,7% những người từ 65 tuổi trở lên.